# Нидзё (писательница)
Нидзё (二条; 1258 — ?) — японская писательница, автор автобиографической «Непрошеной повести» (вторая половина XIII века) — одного из величайших произведений средневековой японской литературы.

## Биография
Нидзё родилась в 1258 году и принадлежала к высшему слою придворной аристократии. Её отец — старший советник (дайнагон) Кога-но Масатада (1228—1272), был сыном Первого министра Кога-но Митимицу, а мать (умершая, когда Нидзё было два года) — дочерью главы Военного ведомства, старшего советника Сидзё-но Такатика.
С детства и до 28 лет Нидзё жила во дворце Томикодзи, принадлежащем знатному семейству Сайондзи. В этом дворце проживал и император Го-Фукакуса, придворной дамой и фавориткой которого стала Нидзё. При дворе она славилась как искусная поэтесса и музыкант. Когда Нидзё было 15 лет, умер её отец. Ещё через год умирает ребёнок, рождённый ею от императора и отданный на воспитание дяде Нидзё (которого звали Кога-но Митимицу — так же, как и её деда).
Одновременно со связью с императором Нидзё некоторое время состояла в любовных отношениях с другом детства — Оки-но Акэбоно (Сайондзи Санэкане, Снежный Рассвет). От него она родила девочку, которую, страшась гнева государя, отдала на воспитание чужим людям и больше никогда не видела. Ещё одним любовником Нидзё стал некий настоятель монастыря, который овладел ею с ведома императора Го-Фукакуса. Родившегося ребёнка отдали в семью, в которой незадолго до того умер новорождённый.
После охлаждения к ней императора Нидзё постепенно отдаляется от двора. В 32 года она покидает дворец и становится буддийской монахиней. Она много странствует по монастырям и храмам Японии. Ей пришлось увидеть и дым погребального костра, на которой было сожжено тело её умершего возлюбленного — императора Го-Фукакусы.
В конце жизни она создаёт автобиографическую «Непрошеную повесть» в пяти свитках, где подробно рассказывает о своей жизни. Повесть представляет собой непревзойдённое сочетание традиций дневникового жанра (никки) и повести (цукури моногатари). В повести содержится много стихотворений-танка, сочинённых самой Нидзё.